# This Film Is On
This Film Is On er en video med alle promo-videoer fra det amerikanske alternative rockband R.E.M.s album Out of Time samt flere der var optaget til denne udgivelse. Den blev udgivet på VHS d. 24. september 1991 og på DVD d. 22. august 2000, begge på Warner Brothers. Titlen er en linje fra sangen "Country Feedback."
Videoen varer 50 minutter og indeholder promo-videoer fra bandets fire singler fra Out of Time ("Losing My Religion", "Shiny Happy People", "Near Wild Heaven" og "Radio Song") og videoer til numrene "Low", "Belong", "Half A World Away" og "Country Feedback"; en akustisk udgave af "Losing My Religion" fra The Late Show og en live akustisk optræden af "Love Is All Around" fra MTV Unplugged. Den inkluderer også "Endgame", der er et instrumentalnummer, der bliver spillet til rulleteksterne ,samt flere avant-garde-klip, der varer fra ti sekunder til et minut, der spiller mellem hver sang. Disse tilfældige optagelser blev instrueret af  Michael Stipe.
Der er ikke noget ekstramateriale på DVD men mulighed for sangtekster i underteksterne til numrene. Lyden på DVD-5 er PCM Stereo.

## Spor
Alle sange er skrevet af Bill Berry, Peter Buck, Mike Mills og Michael Stipe, bortset fra hvor andet er indikeret. Instruktøren er markeret i parentes.
1. Intro
2. "Losing My Religion" (Tarsem Singh)
3. "Shiny Happy People" (Katherine Dieckmann) (choreographer: Diane Martel) (feat. Kate Pierson)
4. "Near Wild Heaven" (Jeff Preiss)
5. "Radio Song" (Peter Care) (feat. KRS-One)
6. "Love Is All Around" (live akustisk på MTV Unplugged) (Milton Lage) (sangskriver: Reg Presley)
7. "Losing My Religion" (live akustisk på The Late Show) (Sharon Maguire)
8. "Low" (James Herbert)
9. "Belong" (live under Green verdensturne) (Jem Cohen)
10. "Half a World Away" (Jim McKay) (skuespiller: Tom Gilroy)
11. "Country Feedback" (Jem Cohen)
12. Credits (featuring "Endgame")